# Гесоніт
Гесоні́т (англ. Hessonite) — мінерал із групи гранатів, різновид гросуляру, в якому алюміній заміщується тривалентним залізом. Використовується як дорогоцінне каміння в ювелірній справі.
Назва цього мінералу походить від грец. heason — «слабкий», оскільки твердість і густина у гесоніта нижчі за інші різновиди гранатів.

## Загальний опис
Хімічна формула: Ca3Fe2[SiO4]3. Твердість 6,5—7. Колір жовтий, помаранчевий (на великій відстані може сприйматися як червоний), коричневий. При штучному освітлення гесоніт виглядає яскравіше, ніж під сонячними променями.
Форма виділення — кристали (додекаедри або трапецоедри), зерна неправильних обрисів, щільні й масивні агрегати, іноді двійники зростання й прорастання.
Знайдений у Бразилії, США (у Каліфорнії), на Середньому й Південному Уралі (Баженівське й Сарановське родовища, Ахматовський рудник). Найцінніший різновид — помаранчевий гесоніт з Шрі-Ланки.